# B. Bumble & the Stingers
B. Bumble And The Stingers ist der Name für wechselnde Zusammenstellungen von Musikern in den USA zwischen 1960 und 1965 für unterschiedliche Zwecke. Bekannt wurde der Name in Verbindung mit zwei Instrumental-Titeln: Bumble Boogie (1961) und Nut Rocker (1962), eine sehr rockige Variation aus Tschaikowskis "Nussknacker Suite".
Nachdem Nut Rocker ein großer Erfolg geworden war, wurde von dem Produzenten Kim Fowley von Rendezvous Records kurzfristig ein Trio für TV-Auftritte und eine Promotion Tour zusammengestellt und eine Geschichte erfunden. Danach wurde B. Bumble and the Stingers 1960 von William "Billy" Bumble gegründet und bekam schnell einen Plattenvertrag.

## Mitglieder
- William „Billy“ Bumble (Gitarre)
- Roy Brady (Schlagzeug)
- Red Richard (Piano)

Dies sind jedoch nicht die auf den Platten zu hörenden Musiker. Die Plattenaufnahmen stammen von Studiomusikern des Record Labels Rendezvous. Dies wird in der Geschichte des Labels in Übereinstimmung mit weiteren unten genannten Quellen ausgeführt.
Die Interpreten von Nut Rocker sind:
- René Hall (Gitarre)
- Earl Palmer (Schlagzeug)
- Al Hazan (Piano)

Al Hazan spielte mit anderen nicht genannten Musikern auch auf der schnell angesetzten Tournee in Großbritannien am Piano.
Bei Bumble Boogie spielte Ernie Freeman Piano, der später unter eigenem Namen Aufnahmen machte und ein bekannter Produzent wurde.
Bei den verschiedenen Aufnahmen von B.Bumble wechselten die "Stinger" öfter: Insgesamt spielten unter dem Namen
- Piano: Ernie Freeman (Bumble Boogie), Al Hazan (Nut Rocker), Lincoln Mayorga und Leon Russell,
- Gitarre: René Hall, Tommy Tedesco und Jan Davis,
- Schlagzeug: Earl Palmer, Sharkey Hall und Mel Taylor.

An den Aufnahmesessions waren aber auch Musiker wie Red Callender (Bass, auf dem Bumble Boogie) oder Plas Johnson (Saxophon) beteiligt.